# FDP-Bundesparteitag 1995
Koordinaten: 50° 0′ 8″ N, 8° 16′ 33″ O

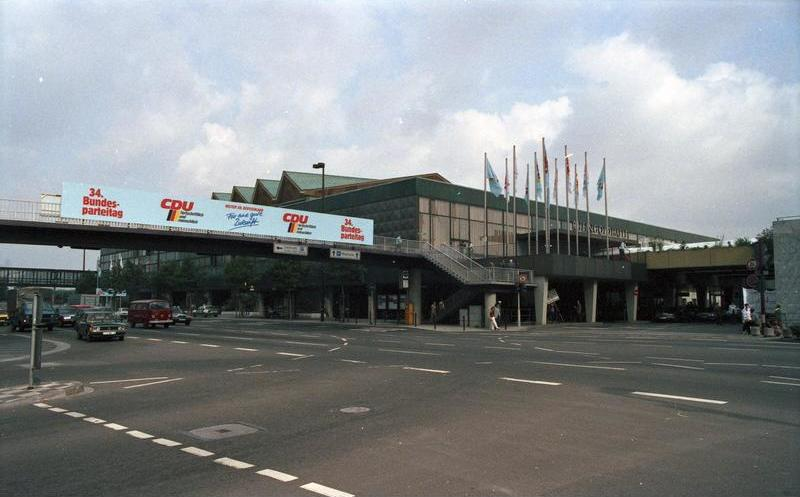
Rheingoldhalle Mainz

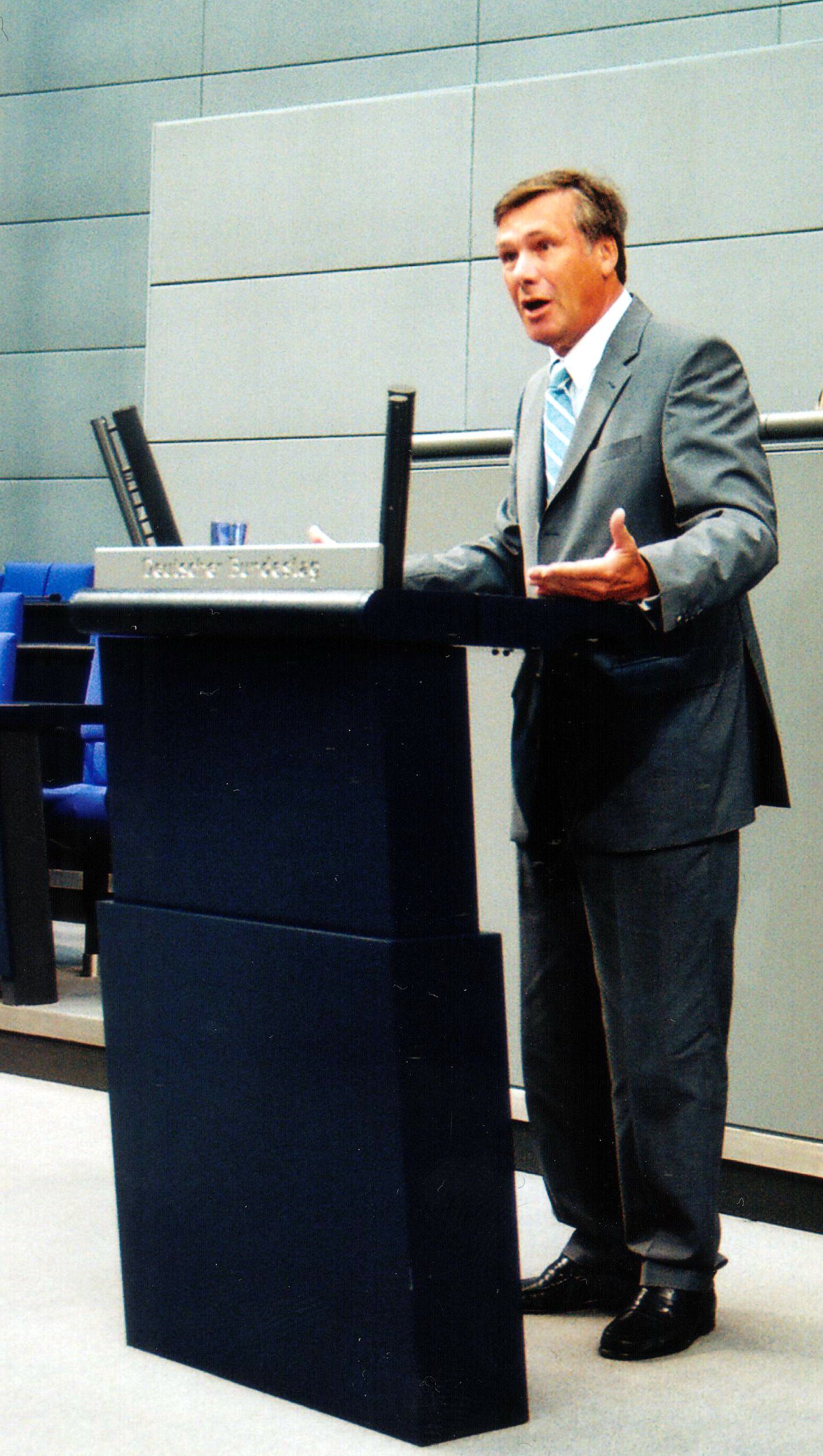
Wolfgang Gerhardt

Den Bundesparteitag der FDP 1995 hielt die FDP vom 9. bis 11. Juni 1995 in der Mainzer Rheingoldhalle ab. Es handelte sich um den 46. ordentlichen Bundesparteitag der FDP in der Bundesrepublik Deutschland.

## Verlauf und Beschlüsse
Der Parteitag diskutierte über ein liberales Ausländerrecht und Grundlinien der Umweltpolitik. Er beschloss Anträge zu den Themen Bosnien, Scientology, zur Stärkung der beruflichen Bildung, zur Schulpolitik, zur Abschaffung des Solidaritätszuschlags, zum deutsch-tschechischen Verhältnis, zur aktuellen Rechtspolitik und zum sogenannten Sommersmog.

## Bundesvorstand
Zum neuen Vorsitzenden wurde Wolfgang Gerhardt anstelle von Klaus Kinkel gewählt. Der Gegenkandidat Jürgen W. Möllemann unterlag mit 219 zu 371 Stimmen.
Dem Bundesvorstand gehörten nach der Neuwahl 1995 an:
| Vorsitzender                 | Wolfgang Gerhardt |
| Stellvertretende Vorsitzende | Cornelia Schmalz-Jacobsen, Jürgen Bohn, Rainer Brüderle |
| Schatzmeister                | Hermann Otto Solms |
| Beisitzer im Präsidium       | Gisela Bock, Joachim Schultz-Tornau, Walter Döring |
| Generalsekretär              | Guido Westerwelle |
| Kooptierte Mitglieder        | Klaus Kinkel, Sabine Leutheusser-Schnarrenberger, Günter Rexrodt, Burkhard Hirsch, Wolfgang Weng, Martin Bangemann |
| Beisitzer im Bundesvorstand  | Axel Adamietz, Gerhart Baum, Ignatz Bubis, Peter Caesar, Georgios Chatzimarkakis, Hans-Michael Goldmann, Klaus Gollert, Karlheinz Guttmacher, Klaus Haupt, Burkhard Hirsch, Birgit Homburger, Michael Kauch, Wolfgang Knoll, Jürgen Koppelin, Heidi Langensiepen, Klaus von Lindeiner, Bruno Menzel, Jürgen W. Möllemann, Detlev Paepke, Cornelia Pieper, Andreas Reichel, Günter Rexrodt, Manfred Richter, Maja Schmidt, Markus Schönherr, Sigrid Semper, Max Stadler, Walter Teusch, Carl-Ludwig Thiele, Detlef Thomaneck, Jürgen Türk, Ruth Wagner, Hans-Joachim Widmann, Carl-Jochen Winter |
| Ehrenvorsitzende             | Walter Scheel, Hans-Dietrich Genscher, Otto Graf Lambsdorff |